# 月球1C號
月球1C號（Луна-1C）也稱為月球E-1 3號或月球1958 C ，是蘇聯的月球探測器，它由東方號運載火箭-L於1958年12月4日發射，飛行245秒後在空中爆炸。